# Viktor Yevhenovych Prokopenko
Viktor Prokopenko (tiếng Ukraina: Віктор Прокопенко) (24 tháng 10 năm 1944 – 18 tháng 8 năm 2007) là một cựu cầu thủ bóng đá và huấn luyện viên người Ukraina, từng thi đấu ở vị trí tiền đạo. Ông từng giành các danh hiệu Bậc thầy thể thao của Liên Xô, Huấn luyện viên xuất sắc của Xô viết Ukraina (1985) và Liên Xô (1990), Huấn luyện viên xuất sắc của Nga (1997). Trong sự nghiệp cầu thủ, Viktor nổi tiếng vì từng chơi cho các câu lạc bộ Lokomotyv Vinnytsia, Krystal Kherson và Shakhtar Donetsk.
Viktor là huấn luyện viên đầu tiên của đội tuyển bóng đá quốc gia Ukraina trong lịch sử. Ông từng làm huấn luyện của Chornomorets Odesa, Shakhtar Donetsk, Rotor Volgograd và Dinamo Moskva. Trong những lần dẫn dắt các câu lạc bộ này, ông từng hai lần giành ngôi á quân ở giải vô địch bóng đá Ukraina, ba lần đoạt Cúp quốc gia Ukraina, một lần đoạt ngôi á quân giải Ngoại hạng Nga, một lần lọt vào trận chung kết Cúp bóng đá Nga, vô địch Cúp Liên đoàn Liên Xô và đoạt hạng ba của giải vô địch quốc gia Xô viết.

## Sự nghiệp cầu thủ
Viktor Yevhenovych Prokopenko sinh ngày 24 tháng 10 năm 1944 ở thành phố Маriupol, Vùng Stalin (nay là Donetsk). Ông bắt đầu chơi bóng ở Mariupol tại một nhà máy mang tên Ilyich dưới sự dẫn dắt của Ya Kozachka. Tháng 9 năm 1964, Viktor đi nhập ngũ; trong thời gian phục vụ cho Lục quân Xô viết, ông được cử tới Đông Đức và chơi bóng không chuyên cho GSFG trong ba năm tới tháng 9 năm 1967. Đội bóng chuyên nghiệp đầu tiên của ông là câu lạc bộ Lokomotyv Vinnytsia, ông chuyển đến đội bóng này vào tháng 10 năm 1967. Ở thời điểm đó, Vinnytsia thi đấu ở nhóm hai, Hạng A của giải vô địch quốc gia Xô viết. Viktor đã thi đấu 43 trận và ghi được ba bàn thắng cho câu lạc bộ ở giải vô địch quốc gia Xô viết (đội bóng chỉ chơi ở mỗi giải đấu này).
Năm 1969, Viktor chuyển tới Оdessa để đầu quân cho câu lạc bộ Chornomorets Odessa. Ở thời điểm ấy, những cầu thủ thành danh như Ishtvan Sekech, Semen Altman, Sergey Zvenigorodsky và Viktor Zubkov đều chơi ở đội bóng có biệt danh "thủy thủ". Lúc bấy giờ, dưới sự dẫn dắt của huấn luyện viên Sergei Shaposhnikov, đội bóng đã giành vị trí thứ tám ở giải quốc gia vào năm 1969, song ở mùa bóng tiếp theo, đội thi đấu bạc nhược và kết thúc ở vị trí thứ 15, phải xuống chơi ở giải hạng nhất. Sau đó, Viktor quyết định chuyển tới thi đấu cho một đội bóng khác của Ukraina là Shakhtar Donetsk. Trong thời gian hai mùa chơi bóng ở Odessa, ông thi đấu tổng cộng 56 trận và ghi chín bàn thắng.
Lúc bấy giờ, nhiều danh thủ của bóng đá Ukraina đang chơi cho đội bóng có biệt danh "thợ mỏ" — Yuriy Dehteryov, Anatoliy Konkov và Valeriy Yaremchenko. Sau khi thi đấu 19 trận và ghi được bốn bàn thắng, Viktor không thể giúp đội bóng thoát khỏi khu vực đáy bảng xếp hạng, qua đó bị rớt hạng vào năm 1971. Sau thất bại ấy, ban lãnh đạo đội bóng đã quyết định bổ nhiệm Oleh Bazylevych làm huấn luyện viên trưởng của đội. Với sự dẫn dắt của Oleh, đội đã quay trở lại hạng đấu cao nhất ở giải quốc gia, năm 1972 là quãng thời gian Viktor thi đấu hiệu quả nhất trong sự nghiệp của tiền đạo này — ông ghi được 10 bàn thắng sau 25 trận ra sân. Đội "Thợ mỏ" đã giành vị trí thứ hai ở giải quốc gia. Song vào tháng 7 năm 1973, ông rời đội và chuyển tới Kherson để đầu quân cho câu lạc bộ Lokomotyv Kherson. Ông mất hai mùa chơi cho đội ở giải bóng đá hạng hai Xô viết và thi đấu không quá nổi bật.
Tháng 7 năm 1974, Viktor trở lại Оdessa. Nhưng khi trở về Chornomorets, cầu thủ này lại không thi đấu ở phong độ tốt nhất, dù ngay ở mùa giải, ông đã cùng đội đoạt huy chương đồng. Ở mùa bóng tiếp theo, gần như ngay đầu mùa, ông đã bị dính chấn thương sụn chêm, làm cho các bác sĩ phải gắn từng mảnh vỡ ở đầu gối của Viktor. Sau khi dính chấn thương, Viktor mất nhiều tháng để bó bột thạch cao đi lại, rồi mất thời gian phục hồi chức năng, tuy nhiên vẫn chẳng thể lấy lại phong độ, vì thế ông đã quyết định chấm dứt sự nghiệp cầu thủ. Trong hai mùa bóng, ông chỉ chơi 18 trận và ghi hai bàn thắng. Tổng cộng, trong suốt sự nghiệp chơi bóng, Viktor đã thi đấu 166 trận (153 trận ở giải vô địch quốc gia) và ghi 39 bàn thắng (33 ở giải vô địch quốc gia).

## Sự nghiệp huấn luyện

### Chornomorets
Sau khi chấm dứt sự nghiệp cầu thủ, Viktor quyết định theo đuổi nghiệp bóng đá mà không cần suy nghĩ nhiều. Năm 1975, ông tốt nghiệp Viện đại học sư phạm quốc gia Ushynsky bang Odessa, và một năm sau, ông tới Моskva để hoàn thành tấm bằng tốt nghiệp ở Trường giáo dục huấn luyện viên. Ông là một trong những sinh viên đầu tiên tốt nghiệp ở Đại học Kỹ thuật công lập Moskva - được thành lập ở thủ đô của Liên Xô vào giữa thập niên 1970. Vào năm 1977, ông tham gia vào công tác huấn luyện ở Odessa.
Năm 1982, Viktor lên dẫn dắt đội bóng, thay thế người tiền nhiệm - vua phá lưới và cựu cầu thủ bóng đá Liên Xô Nikita Simonyan (từng chơi cho Spartak Moskva). Kể từ lúc ấy, một triều đại mới của ông tại Chornomorets bắt đầu. Các chuyên gia và huyền thoại bóng đá của Ukraina và Odessa đều có mặt trong ban huấn luyện của Viktor: Yurii Zabolotnyi được chọn làm đội trưởng, các trợ lý của Viktor gồm— Matwij Czerkaski và Semen Altman (đồng đội cũ của Viktor), về sau có thêm sự tham gia của Valeriy Porkuyan. Dưới sự dẫn dắt của Viktor, đội khởi đầu là một đội "tầm trung" ở giải quốc gia, rồi dấn tiến đến nhóm đội bóng mạnh của giải. Do đó, ở mùa bóng đầu tiên, đội tiến từ vị trí thứ 11 đến thứ 10, rồi nhảy lên vị trí thứ tám và ở mùa giải năm 1984, đội đã giành vị trí thứ tư ở giải vô địch quốc gia Liên Xô. Ở mùa giải ấy, câu lạc bộ đã hai lần đánh bại các đội Dynamo Kyiv và Spartak Moskva, cùng một lần thắng trước đội vô địch lúc ấy — Zenit Sankt Peterburg, qua đó giúp họ có cơ hội đoạt được huy chương đồng. Ở một trận đấu quan trọng ở mùa bóng năm ấy, Chornomorets đã chạm trán Dnipro (đội vô địch mùa trước). Cuối trận đấu, lúc tỷ số đang là 1-1, đội bóng có biệt danh "thủy thủ" ghi bàn, nhưng trọng tài người Kharkiv Yuriy Sergienko (người điều khiển trận đấu) đã không công nhận bàn thắng, làm Chornomorets bị rớt khỏi vị trí thứ ba. Vị trọng tài giải thích quyết định không công nhận bàn thắng là do bóng bay vào cầu môn đúng thời điểm kết thúc trận đấu.

### Đội tuyển quốc gia Ukraina

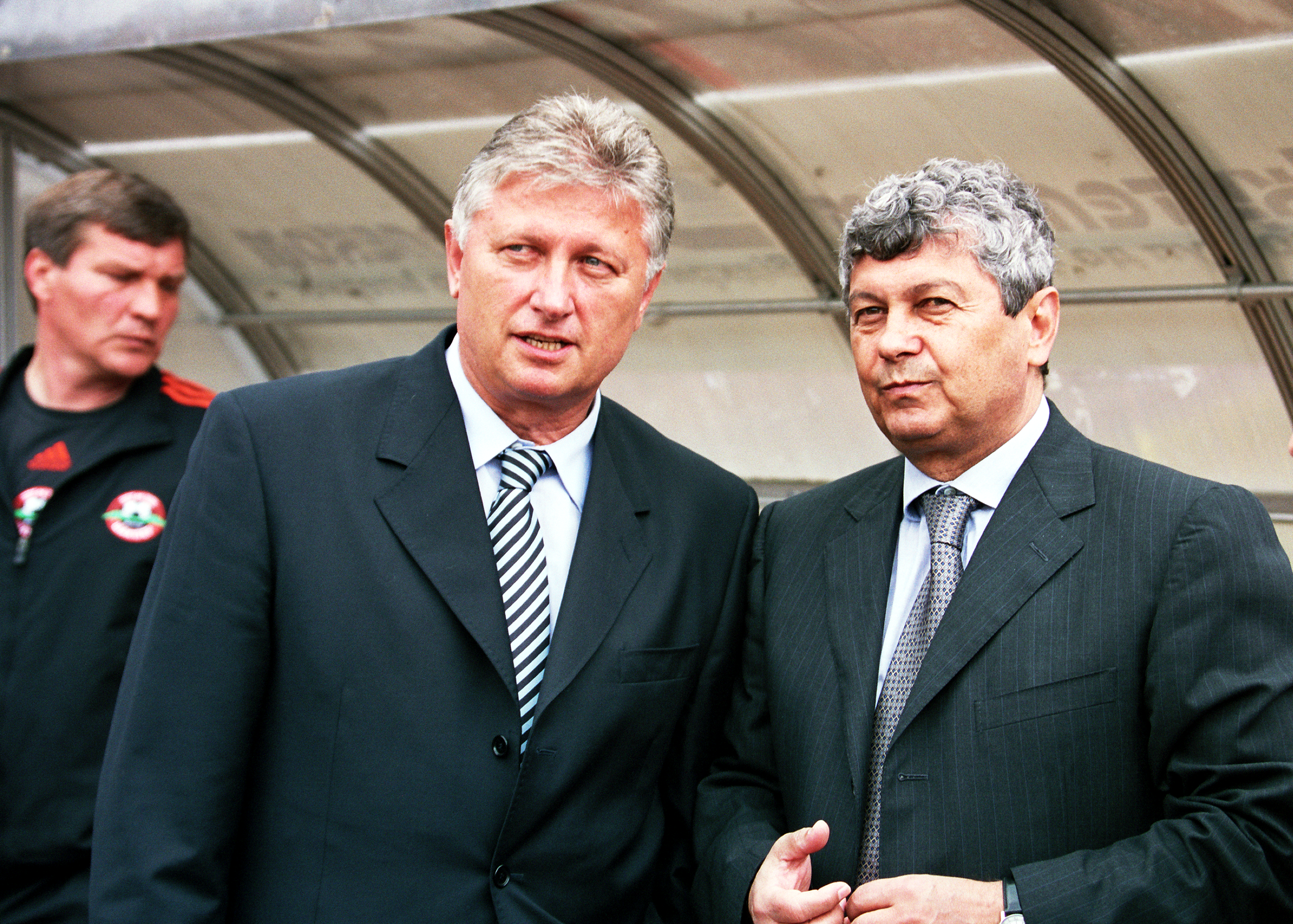
Prokopenko bên cạnh Mircea Lucescu.

Kể từ khi Ukraina giành được độc lập, nền bóng đá Ukraina lẫn các nước hậu Liên Xô đều đã thành lập các liên đoàn và đội tuyển quốc gia. Sau khi ra đời giải vô địch quốc gia, cúp quốc gia và cúp liên đoàn, họ bắt đầu tính đến đội tuyển quốc gia. Ban đầu, huấn luyện viên Valeriy Lobanovskyi (huấn luyện viên trưởng Các Tiểu vương quốc Ả Rập Thống nhất) đã được tiếp cận làm huấn luyện viên trưởng. Valeriy đã đồng ý các điều khoản sơ bộ, nhưng ông chỉ có thể dẫn dắt đội tuyển quốc gia Ukraina sau khi hết hạn hợp đồng với đội bóng chủ quản, tức phải đợi ông một tháng nữa. Vì vậy, sau nhiều cuộc đàm phán, số lượng ứng viên cho chức huấn luyện viên chỉ còn ba người — Anatoliy Puzach (Dynamo Kyiv), Valeriy Yaremchenko (Shakhtar Donetsk) và Viktor (Chornomorets); và Viktor đã chính thức nhậm chức, trở thành huấn luyện viên trưởng đầu tiên của đội tuyển quốc gia Ukraina.
Gần như chẳng có sự chuẩn bị nào ở trận đấu đầu tiên. Ngày 27 tháng 4, các cầu thủ đã được triệu tập gồm: thủ môn — Ihor Kutyepov (Dynamo Kyiv), Viktor Hryshko (Chornomorets Odesa), hậu vệ — Oleh Luzhnyi, Yuriy Moroz (Dynamo Kyiv), Yuriy Nikiforov, Serhiy Tretyak (Chornomorets Odesa), Yevhen Drahunov (Shakhtar Donetsk), Serhiy Bezhenar (Dnipro), tiền vệ — Andriy Annenkov, Serhiy Kovalets, Serhiy Zayets (Dynamo Kyiv), Yuriy Shelepnytskyi, Yuriy Sak, Ilya Tsymbalar (Chornomorets), Serhiy Pohodin (Shakhtar Donetsk), Yuriy Dudnyk (Metalurh Zaporizhzhia), tiền đạo — Oleg Salenko (Dynamo), Ivan Hetsko, Serhiy Husyev (Chornomorets), Sergei Scherbakov (Shakhtar Donetsk). Đội đã ngay lập tức di chuyển tới Uzhhorod, họ đã để thua 1-3 trước đội tuyển Hungary. Hetsko là người đã ghi bàn cho Ukraina.

## Hoạt động chính trị
Prokopenko được bầu vào Quốc hội Ukraina ở Đảng các khu vực, đứng thứ 45 trong danh sách bầu cử quốc hội Ukraina 2006. Prokopenko mất ở Odesa sau một cơn đau tim, ông thọ 62 tuổi.

## Thống kê sự nghiệp
Tính đến trận đấu cập nhật đến 12 tháng 9 năm 2023
| Đội bóng  | Từ                  | Đến                 | Số liệu | Số liệu | Số liệu | Số liệu | Số liệu     |
| Đội bóng  | Từ                  | Đến                 | ST      | T       | H       | B       | Tỷ lệ thắng |
| --------- | ------------------- | ------------------- | ------- | ------- | ------- | ------- | ----------- |
| Ukraine   | 29 tháng 4 năm 1992 | 26 tháng 8 năm 1992 | 3       | 0       | 1       | 2       | 000,00      |
| Tổng cộng | Tổng cộng           | Tổng cộng           | 3       | 0       | 1       | 2       | 000,00      |

## Danh hiệu

### Chornomorets Odesa
- Cúp Liên đoàn Xô viết: 1990
- Cúp bóng đá Ukraina: 1992, 1993–94

### Shakhtar Donetsk
- Cúp bóng đá Ukraina: 2000–01